# 十二中
十二中是青岛的一处地名，位于青岛市城阳区棘洪滩街道西约一公里。

## 地理位置
其驻地原来为青岛崂山第十二中学，因地处交通要道，逐渐以学校为中心而形成的一个颇具规模的商业聚居区。

## 名稱由來
最初此地较为偏僻，最明显的地标就是山东省崂山第十二中学（当地村民俗称“十二中”），因此，随着时间推移，“十二中”便成为此地地名。
1994年，青岛市行政区划变更，此地从崂山区划归新成立的城阳区，学校名称也从“山东省崂山第十二中学”改名为“青岛市城阳第二十四中学”。
2000年，青岛市城阳第二十四中学与青岛市城阳第二十中学（原棘洪滩中学，校址也在附近，当地村民称为“联中”）合并为新的青岛市城阳二十中学，一起迁离此地。
但“十二中”这一地名由于使用过于久远，所以沿用下来，成为当地一处奇特的有名无校的地名。